# نهائي كأس أوروبا 1976
نهائي كأس أوروبا 1976 هي مباراة كرة القدم أقيمت في هامبدن بارك، في غلاسكو في 12 مايو 1976، فاز فيها بايرن ميونخ الألماني على نادي سانت إتيان 1-0.